# Deutsche Physikerinnentagung
Die Deutsche Physikerinnentagung (DPT) ist eine seit 1997 jährlich, meist im November, stattfindende Tagung, die Physikerinnen verschiedener Fachrichtungen und Karrierestufen – von der Studentin bis zur Professorin sowie Industriephysikerin – die Möglichkeit zur Vernetzung und zum fachlichen Austausch bietet.
Als Vorläuferin der Deutschen Physikerinnentagung fanden zunächst in den Jahren 1992 bis 1996 unabhängig von der Deutschen Physikalischen Gesellschaft (DPG) organisierte Deutsche Physikerinnentreffen statt. Auf der 1997 an der Technischen Universität Berlin stattfindenden Tagung wurde dann die Umbenennung in "Deutsche Physikerinnentagung" beschlossen und die Gründung des DPG-Arbeitskreises Chancengleichheit (AKC) initiiert, der sich 1998 auf der in Hamburg stattfindenden Deutschen Physikerinnentagung konstituierte. Von 2007 bis 2018 wurden die Deutsche Physikerinnentagungen von der Deutschen Physikalischen Gesellschaft (DPG) veranstaltet und mit Unterstützung des AKC organisiert. Seit 2019 werden die Tagungen unabhängig von der DPG durchgeführt. Eine Übersicht aller bisherigen Tagungen kann man auf der Seite des Arbeitskreises Chancengleichheit der DPG finden. Während der DPT findet auch immer die Mitgliederversammlung des Arbeitskreises Chancengleichheit statt.